# Qazan Khan ibn Yasaur
Qazan Khan (+ 1346) fou kan del Kanat de Txagatai des de vers 1343 fins a la seva mort el 1346.
Era fill del príncep Yasaur, un txagataïda que es va revoltar el 1315 i es va passar als il-kànides rebent un feu a l'Afganistan al sud de l'Oxus. Després es va revoltar contra l'Il-kan i va acabar derrotat per Kebek el 1320. Al pujar al poder va intentar incrementar el seu poder dins el kanat el que va provocar l'hostilitat d'altres nobles que es van posar a les ordes del karauna Amir Qazaghan. Els dos bàndols van entrar en guerra el 1345 i Qazan va derrotar a Qazaghan en una batalla al nord de les anomenades "Portes de Ferro". Derrotat i ferit, Qazaghan es va retirar però Qazan va decidir passar l'hivern al seu palau a Karshi, el que va permetre a Qazaghan reorganitzar les seves forces. L'any següent es va reprendre la lluita i aquesta vegada fou Qazaghan el que va obtenir una victòria i Qazan fou mort en el combat.
La mort de Qazan va marcar el final del poder efectiu dels txagataïdes a Transoxiana (excepte un breu període del 1360 al 1363); els amirs o generals van agafar en endavant el control efectiu de l'ulus i els kans només van governar de manera nominal. El següent kan, Danishmendji, fou un titella de Qazaghan, que va esdevenir el verdader governant.